# محمد عبدالرحمان
محمد عبدالرحمن (عربی: محمد عبد الرحمن؛ زادهٔ ۴ فوریهٔ ۱۹۸۹) یک بازیکن فوتبال اهل امارات متحده عربی است.
وی همچنین در تیم ملی فوتبال امارات متحده عربی بازی کرده‌است.